# Gadó Pál
Gadó Pál (Budapest, 1933. szeptember 17. – Piliscsaba, 2016. május 12.) fizikus, fogyatékosügyi aktivista.

## Élete, munkássága
1944-ben kezdte középiskolai tanulmányait a Fasori Evangélikus Gimnáziumban. 1952-ben az ELTE fizika szakán tanult tovább. 1957 és 1971 közt a Híradástechnikai Ipari Kutatóintézet, 1969-től az Egyesült Izzó tudományos munkatársa, osztályvezető helyettes. 1971-ben kandidátusi fokozatot szerzett. 1971-től 1986-ig az Aluterv Fémipari Kutatóintézet munkatársa, főképp a bauxit vizsgálatával foglalkozott.
A Mozgássérültek Budapesti Egyesülete főtitkáraként részt vett a Mozgássérültek Egyesületeinek Országos Szövetsége megalakításában. Széles látóköre, a fogyatékosság és a segítségnyújtás témában való jártassága, tradíciókkal szakító újszerű szemlélete mind azt eredményezték, hogy 1986-ban a Szövetség főtitkárává választották. 1991-től a Szövetség alelnöke, 2011-től tiszteletbeli alelnök, az elnökség tagja. Az 1980-as évek végétől országszerte szervezett konferenciákat, előadásokat az önálló élet mozgalom megismertetésére. 1990-ben létrehozta Piliscsabán a SILÓ Társasotthont és Önálló Élet Központot, az első ilyen intézményt Magyarországon. A piliscsabai evangélikus gyülekezet presbitere.

## Főbb munkái
- Crystal Lattice Defects (1971)
- Oxigénhiányhelyek hatása a volframtrioxid kristályszerkezetére (1970)
- Önrendelkezés a rehabilitációban (2000)
- Kettészakadt az ország (2003)

## Díjai, kitüntetései
- FIMITIC Ezüstérem (1991)
- Magyar Köztársasági Ezüst Érdemkereszt (1991)
- Magyar Rehabilitációs Társaság Vass Imre Emlékérme (2000)
- Pro Caritate Emlékérem (2003)
- Ember az emberért, arany fokozat (2006)
- Emberi Jogokért emlékplakett (2008)
- Klotild Díj (2011)